# Mammelzen
Mammelzen ist eine Ortsgemeinde im Landkreis Altenkirchen (Westerwald) in Rheinland-Pfalz. Sie gehört der Verbandsgemeinde Altenkirchen-Flammersfeld an.

## Geographie
Das Straßendorf Mammelzen liegt auf 236 m Höhe etwa drei Kilometer nordöstlich von Altenkirchen. Zur Ortsgemeinde gehören außer dem namensgebenden Ort noch die höher gelegenen Ortsteile Hüttenhofen und Reuffelbach. Teile des südlichen Ortsteils Ziegelhütte liegen bereits auf dem Gebiet der Stadt Altenkirchen. Weitere Nachbarorte sind Eichelhardt im Nordwesten, Sörth im Westen und Niedererbach im Nordwesten von Mammelzen.

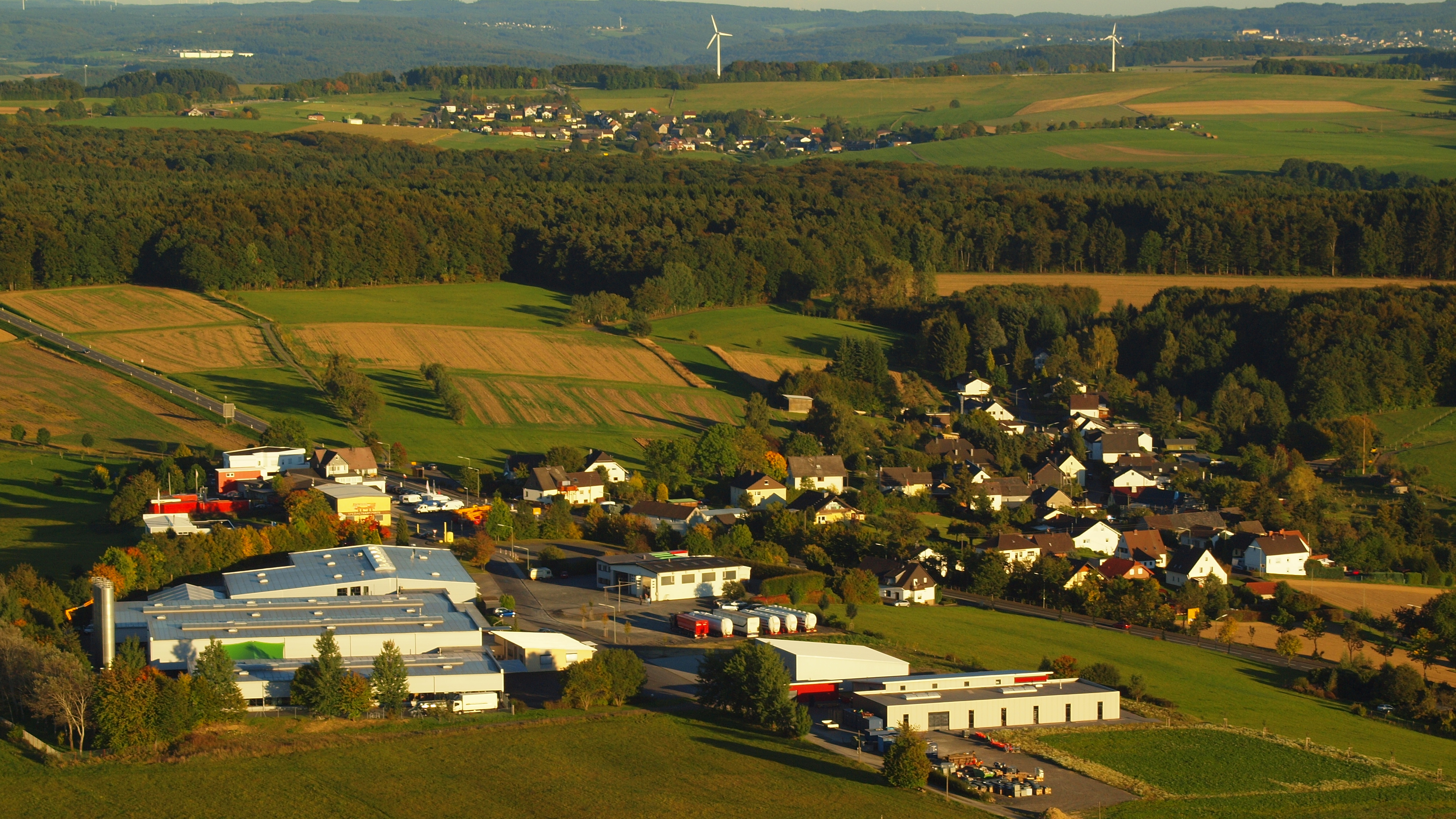
Luftaufnahme von Reuffelbach (2015)

## Geschichte
Die erste Erwähnung von Mammelzen erfolgte vor 1430 im Mirakelbuch der Kirche zu Hilgenroth als Mammelshausen, Hüttenhofen wird 1427 in selber Quelle genannt. Reuffelbach wird 1528 anlässlich der Zehnterhebung für den Grafen von Sayn erwähnt. Die Namensendungen -hausen und -hofen lassen auf eine Siedlungsperiode etwa im 12. Jahrhundert schließen, während Siedlungen mit der Endung -bach erst ab dem 14. Jahrhundert auftauchen.
Mammelzen gehörte mit seinen Ortsteilen landesherrlich zur Grafschaft Sayn. Die Einwohner wurden nach der Einführung der Reformation in der Grafschaft Sayn erst lutherisch und später reformiert. 1603 war Peter Müller zu Mammelzen gemeinsam mit Wilhelm zu Borod Pächter der Marzauer Mühle im Kirchspiel Höchstenbach. Nach der Landesteilung der Grafschaft Sayn im 17. Jahrhundert zählte Eichelhardt zur Grafschaft Sayn-Altenkirchen.
Auf Anordnung des preußischen Staates wurden die drei Orte 1938 vereinigt.
Bevölkerungsentwicklung
Die Entwicklung der Einwohnerzahlen von Mammelzen, die Werte von 1871 bis 1987 beruhen auf Volkszählungen:
| Jahr | Einwohner |
| ---- | --------- |
| 1815 | 178       |
| 1835 | 279       |
| 1871 | 395       |
| 1905 | 427       |
| 1939 | 447       |
| 1950 | 566       |
| 1961 | 625       |

| Jahr | Einwohner |
| ---- | --------- |
| 1970 | 669       |
| 1987 | 749       |
| 1997 | 934       |
| 2005 | 1.080     |
| 2017 | 1.062     |
| 2022 | 1.052     |

## Politik

### Gemeinderat
Der Gemeinderat in Mammelzen besteht aus 16 Ratsmitgliedern, die bei der Kommunalwahl am 9. Juni 2024 in einer Mehrheitswahl gewählt wurden, und dem ehrenamtlichen Ortsbürgermeister als Vorsitzendem.

### Bürgermeister
Stefan Schmidt wurde am 23. August 2024 Ortsbürgermeister von Mammelzen. Da bei der Direktwahl am 9. Juni 2024 kein Wahlvorschlag eingereicht wurde, oblag die Neuwahl des Bürgermeisters gemäß rheinland-pfälzischer Gemeindeordnung dem Rat, der sich auf seiner konstituierenden Sitzung einstimmig für Schmidt entschied.
Schmidts Vorgänger Dieter Rütscher hatte das Amt seit 2004 ausgeübt und kandidierte 2024 nicht erneut.

## Wirtschaft
Der ursprünglich landwirtschaftlich dominierte Ort entwickelte sich in den letzten Jahrzehnten zu einem Wohn- und Gewerbeort mit der üblichen Belegung an Gewerbe- und Handelsbetrieben. Bis 2007 hatten sich noch vier landwirtschaftliche Betriebe erhalten.

## Kultur
- Liste der Kulturdenkmäler in Mammelzen